# Papaver halophilum
Papaver halophilum är en vallmoväxtart som först beskrevs av Friedrich Karl Georg Fedde, och fick sitt nu gällande namn av James Cullen. Papaver halophilum ingår i släktet vallmor, och familjen vallmoväxter. Inga underarter finns listade i Catalogue of Life.